# Phaéton à brins rouges
Phaethon rubricauda
Espèce
Statut de conservation UICN

 LC  : Préoccupation mineure
Le Phaéton à brins rouges (Phaethon rubricauda) est une espèce d'oiseaux de la famille des Phaethontidae. Il est localement appelé paille-en-queue par les francophones, comme les deux autres espèces de Phaethon. Le nom de Phaéton à brins rouges lui a été donné par la CINFO.

## Description
Cet oiseau mesure 46 cm de long auxquels s'ajoutent 30 à 35 cm de queue. L'envergure est de 104 cm.
Cette espèce ne présente pas de dimorphisme sexuel.
Elle a une livrée blanche et deux plumes rectrices médianes longues, fines, rigides et rouges qui permettent de la reconnaître facilement.

## Alimentation
C'est un oiseau plongeur qui se nourrit de calmars et de poissons (dont les exocets).

## Répartition
Cette espèce niche de l'archipel d'Hawaï et l'île de Pâques à l'est jusqu'à La Réunion et Maurice à l'ouest et de la mer Rouge à la Nouvelle-Zélande au sud.
Elle se reproduit à Madagascar sur Nosy Ve, petite île située au sud de Toliara, au moins depuis 1979. La colonie la plus importante se trouve sur l'atoll d'Aldabra.
Les oiseaux se dispersent volontiers, certains spécimens bagués à Hawaï ont été retrouvés au Japon et aux Philippines.

## Nidification

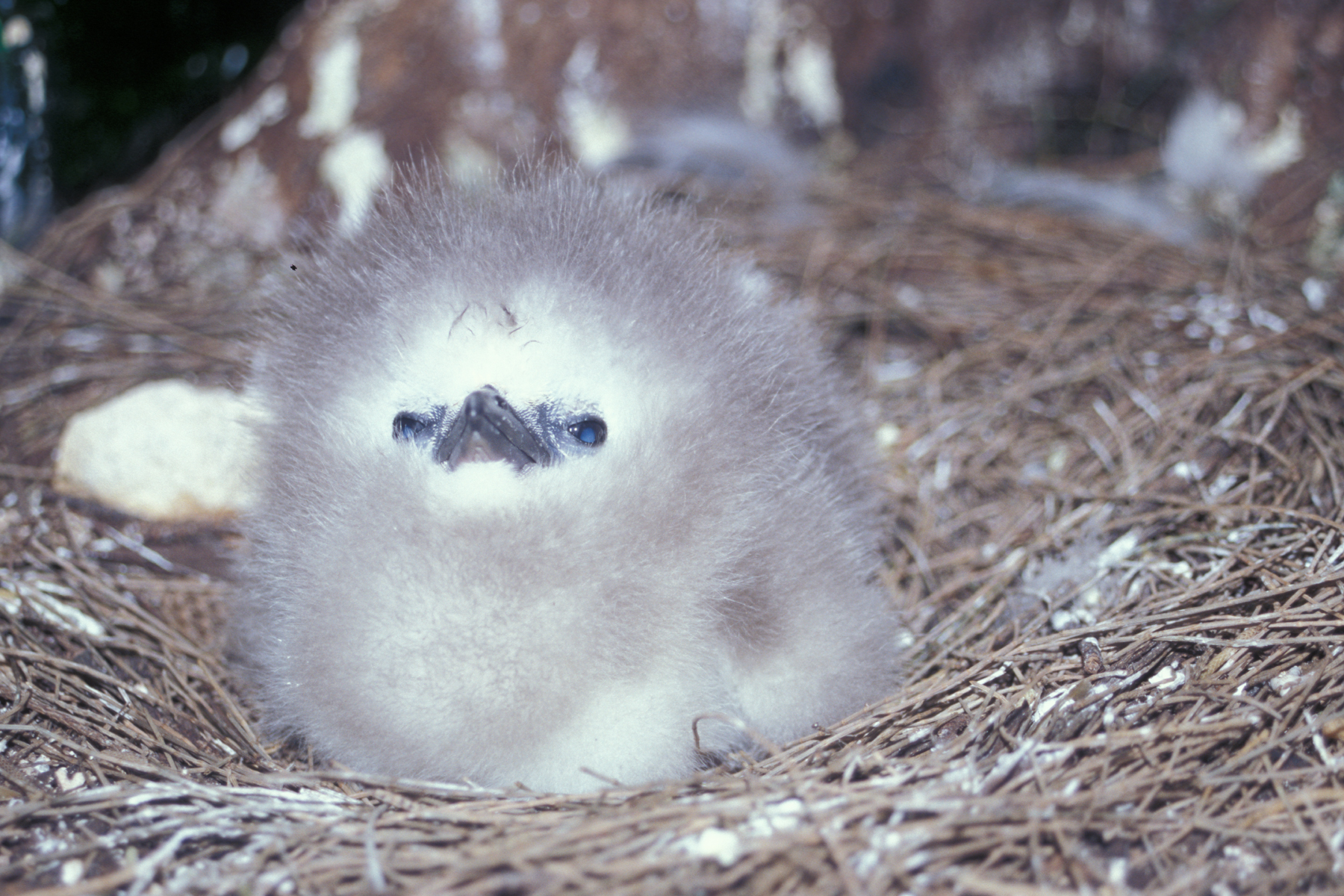
Poussin de phaéton à brins rouges.

Cette espèce niche en colonies lâches. Non loin du rivage marin, le nid est situé sur le sable sous un buisson bas. L’œuf unique est rougeâtre taché de brun. Il est déposé à même le sol dans une faible dépression aménagée dans le tapis de feuilles mortes. L'incubation est assurée par les deux parents. Le poussin est couvert d'un duvet blanc. Cette espèce se reproduit tout au long de l'année à Madagascar avec un pic de juin à novembre.

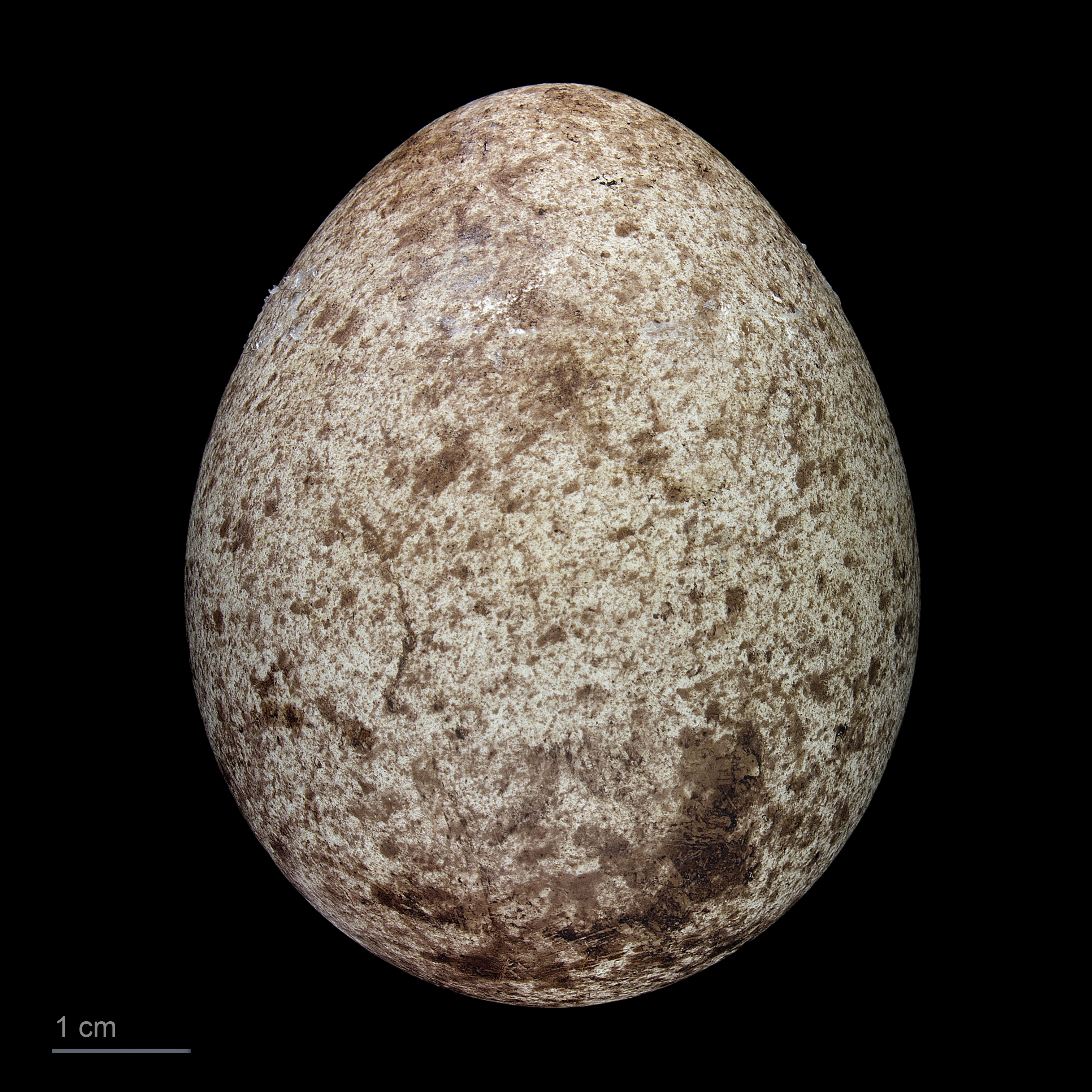
Œuf de Phaethon rubricauda - Muséum de Toulouse.

## Sous-espèces
D'après la classification de référence (version 5.2, 2015) du Congrès ornithologique international, cette espèce est constituée des quatre sous-espèces suivantes (ordre phylogénique) :
- P. r. rubricauda Boddaert, 1783 — île Europa, Seychelles, Nosy Ve et Mascareignes ;
- P. r. westralis Mathews, 1912 — îles Cocos et île Christmas ;
- P. r. roseotinctus (Mathews, 1926) — sud-ouest pacifique : îlots de la mer de Corail, îles Lord Howe et Norfolk et îles Kermadec ;
- P. r. melanorynchos Gmelin, 1789 — océan pacifique.